# Malimbus racheliae
Malimbo-de-rachel ou malimbe-de-coroa-laranja (Malimbus racheliae) é uma espécie de ave da família Ploceidae.
Pode ser encontrada nos seguintes países: Camarões, Guiné Equatorial, Gabão e Nigéria.